# Кларетный кувшин

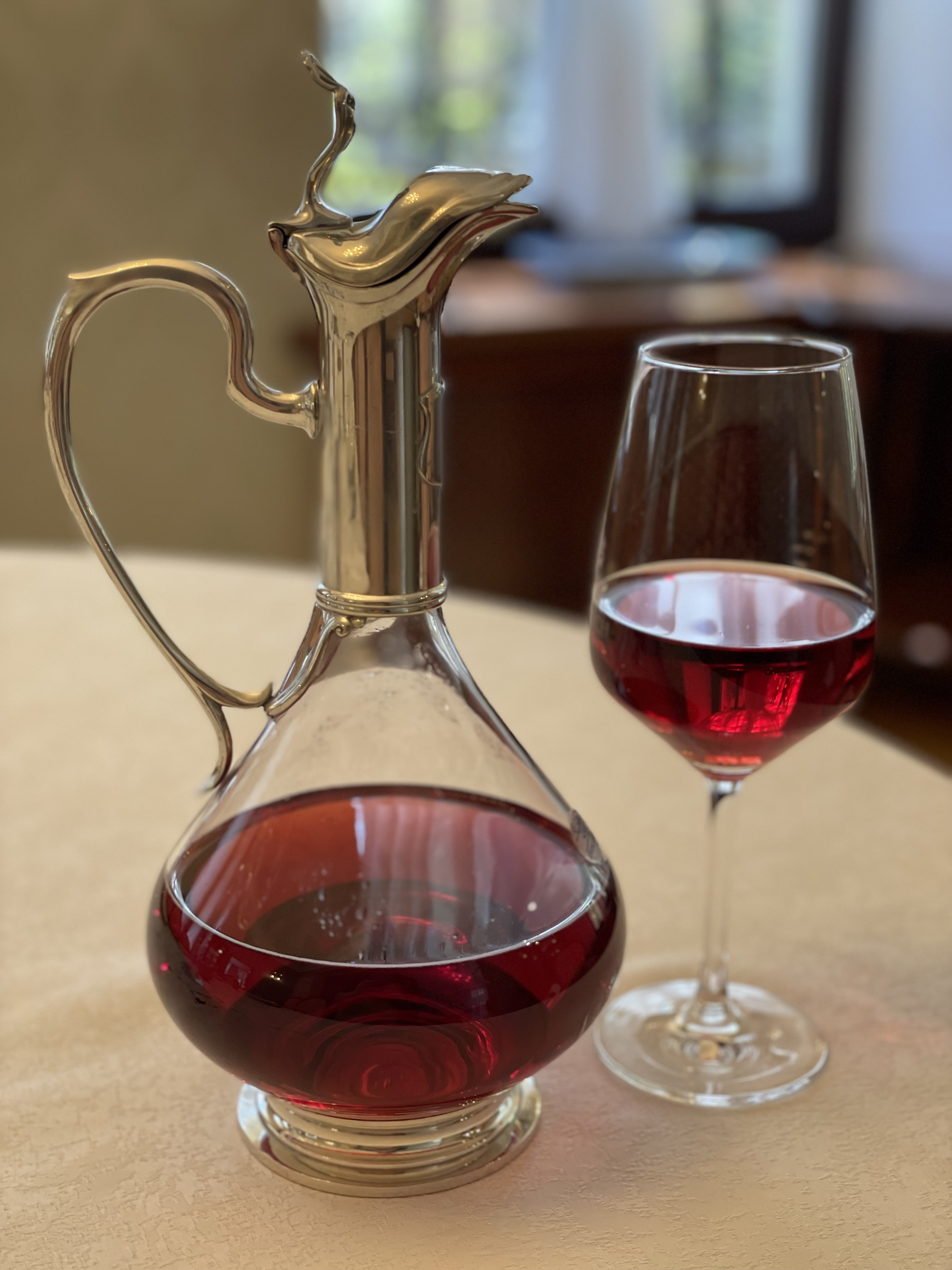
Подача бордоского кларета в современном кларетном кувшине

Кларе́тный кувши́н (англ. Claret jug) — сосуд, предназначенный для подачи кларета, а также других сухих красных вин. Конструкция кувшина обеспечивает не только удобство разлива вина по бокалам, но и его декантирование.
Появился в эпоху раннего Нового времени в Англии, позднее вошел в обиход также в других европейских странах. В течение нескольких столетий был достаточно востребованным предметом столовой утвари. Изготовлялся из различных материалов: стекла или хрусталя и металла — чаще всего, пьютера или серебра. Для различных исторических периодов были характерны различные модели кларетных кувшинов.
К середине XX века в основном утратил своё значение и продолжает использоваться лишь изредка. Кларетные кувшины прошлых эпох в настоящее время являются антикварными артефактами, нередко весьма ценными.

## Предпосылки возникновения
Родиной этого сосуда является Англия. Его возникновение связано с широким распространением в этой стране к началу Нового времени кларетов — наиболее светлых и лёгких красных бордоских вин, приближавшихся по своим характеристикам к розовым. В эту историческую эпоху кларет был главным продуктом не только Бордо, но и ряда других винодельческих районов Франции, и именно на Англию приходилась основная доля его закупок. Это вино не только стало основным алкогольным напитком английского высшего общества, но и приобрело широкую популярность в значительной части среднего класса. При этом продавалось оно либо в бочках, либо в бутылках различной формы — стеклянных или, нередко, керамических, внешний вид которых, как правило, был достаточно непритязательным. В этих условиях возникла потребность в обеспечении удобной и эстетичной подачи кларета к столу, которая в идеале должна была способствовать ещё и максимальному раскрытию вкусовых и ароматических достоинств этого напитка.

## Появление и особенности конструкции

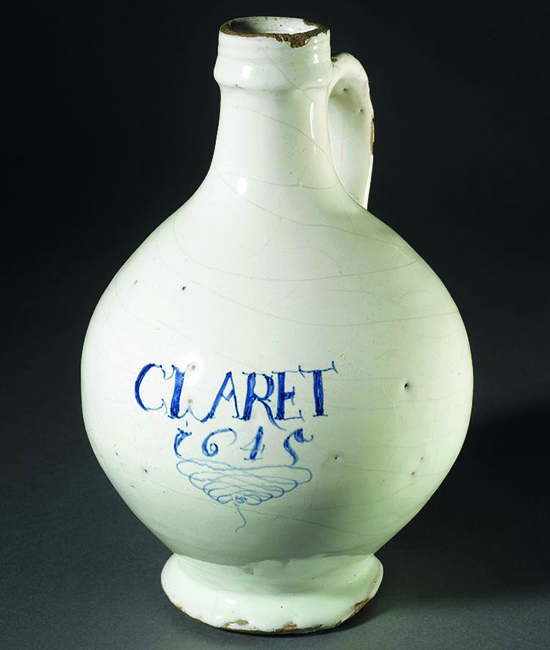
Керамическая бутыль для кларета середины XVII века. Непритязательный вид подобной тары обусловил необходимость создания кларетных кувшинов

Время появления в Англии сосудов, предназначенных для подачи к столу перелитого из бочки или бутылки кларета, сколь-либо точно не установлено: известно об использовании таких предметов столовой утвари по крайней мере с конца XVII столетия. Изначально они изготовлялись из стекла — обычно цветного, чаще всего зеленоватого — и имели форму кувшинов с замкнутой ручкой, верхняя часть которой крепилась обычно вблизи отверстия горлышка, а нижняя — в средней или нижней части сосуда. От кувшинов для воды они отличались значительно более узкими горлышками и, обычно, меньшим размером. Наиболее ранние из этих сосудов не имели крышек, но довольно скоро их стали оснащать крышками-затычками — как стеклянными, так и металлическими.
Не позднее второй четверти XVIII века из металла — обычно из пьютера или серебра — стали изготовлять и сами кувшины для кларета, которые вошли в обиход наравне со стеклянными. При этом для изготовления последних в этот же период вместо обычного стекла стали активно использовать хрусталь, производство которого было освоено англичанами ещё за десятилетия до того, а к тому времени уже поставлено на промышленную основу: именно Великобритания в этот период надолго стала европейским лидером в производстве хрусталя. Как хрустальные, так и стеклянные кларетные кувшины на этом этапе были уже в основном бесцветными и, как правило, максимально прозрачными.
И стеклянные, и хрустальные, и металлические кларетные кувшины, изготовленные в первой половине XVIII века, имели относительно небольшой размер — обычно не более 30 сантиметров в высоту, а часто заметно меньше. Их декоративное оформление было, как правило, весьма лаконичным. Зачастую они выпускались с крышками-затычками. Общими для большинства их моделей были расширенная нижняя часть в сочетании с достаточно высоким горлышком с узким носиком. Такая форма достаточно хорошо обеспечивала декантирование вина и позволяла задерживать при разливе содержащийся в нём осадок.

## Дальнейшая эволюция
Во второй половине XVIII века и в начале XIX столетия кларетные кувшины набирали популярность в имущих слоях британского общества: спросом пользовались, прежде всего, хрустальные и стеклянные изделия, но и металлические сосуды сохраняли определённое место на рынке. Иногда кувшины выпускались в комплекте с набором бокалов, иногда входили в состав ещё более многокомпонентных сервизов, однако чаще всего продавались отдельно как «самостоятельные» предметы сервировки.
В соответствии с нормами столового этикета того времени, при застольях в просторных помещениях, обслуживавшихся большим штатом прислуги, эти сосуды было не принято ставить на обеденный стол: их размещали на буфетных полках или на небольших сервировочных столиках. В условиях, когда сервировка ограничивалась одним только обеденным столом, их обычно ставили у его торцевых краёв — по одному или по два с каждой стороны, в зависимости от числа участников трапезы. В центр стола кларетные кувшины ставились только в тех случаях, когда сотрапезники рассчитывали разливать вино самостоятельно, не прибегая к помощи слуг.
Модели кларетных кувшинов становились всё более разнообразными, их декоративное оформление бывало уже достаточно сложным. Хрустальные кувшины обычно были достаточно толстостенными, их поверхность часто украшалась резьбой. Для изделий того периода были характерны глубокие прорезы, образующие достаточно крупные и выпуклые элементы орнамента правильных геометрических форм. Кроме того, на горлышке многих таких кувшинов нередко делали несколько утолщений в виде колец, располагавшихся на равномерном расстоянии друг от друга.
Важнейшим элементом дальнейшей эволюции кларетных кувшинов стало появление в 1820-е—1830-е годы их «комбинированного» типа, в котором стеклянный или хрустальный сосуд дополнялся металлическими деталями. Обычно из металла — чаще всего из пьютера или серебра — делали ручки, навершия для горлышек с носиками и, иногда, основания. В моделях с металлическими основаниями сосуд, как правило, сужался книзу и соединялся с таким основанием с помощью металлической же ножки. Из металла также делали и крышки, которые уже имели форму не затычек, а створок-заглушек. Крышка в таких кувшинах обычно прикреплялась к навершию с помощью шарнира, а со стороны, противоположной носику, она, как правило, оборудовалась небольшим рычагом, нажатие которого её приподнимало. Благодаря подобной конструкции разливать напиток из кувшина было удобно даже одной рукой, нажимая на рычажок большим пальцем. Значительно реже навершие 
кувшина оснащалось более сложным механизмом: на внутренней части рукояти помещался соединённый с крышкой цепочкой рычаг, вдавливание которого открывало сосуд.

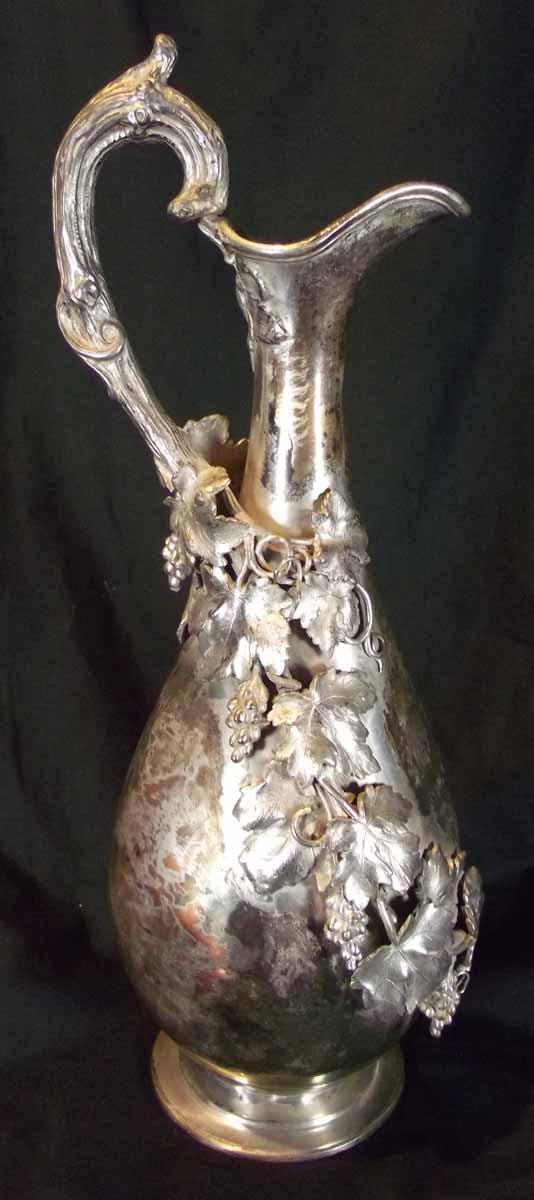
Памятный подарок Смит, Фрэнсис Петтит

В кувшинах подобного типа деканитрованию способствовала уже не только сама форма сосуда, но и характерная особенность крышки: она чаще всего не слишком плотно прилегала к носику, оставляя спереди небольшой зазор, через который в кувшин поступал воздух. В силу этой же особенности крышки длительное хранение вина в таких сосудах не предусматривалось.
Хрустально-металлические кларетные кувшины достаточно быстро вошли у британцев в моду, заметно потеснив на местном рынке цельнохрустальные и цельнометаллические. Наряду с бесцветным, абсолютно прозрачным хрусталём, для их изготовления стали нередко использовать и цветной, причём палитра цветов была достаточно разнообразной: помимо различных оттенков зелёного — цвета, который был вполне характерным ещё для самых первых кларетных кувшинов — сосудам нередко придавали голубой, янтарный, рубиновый или розовый цвет. Характерной особенностью таких сосудов были заметно более тонкие стенки, нежели в цельнохрустальных моделях предыдущих десятилетий. Кроме того, наносимый на них резной орнамент становился значительно более детализированным и изящным: это были уже, как правило, не узоры правильных геометрических форм, а сложные, далеко не всегда симметричные изображения, иногда сюжетные сцены. Наряду с резьбой широко практиковалась и техника кислотного травления. Помимо сугубо функциональных металлических деталей хрустальная основа всё чаще дополнялась декоративными металлическими накладками, оправами или оплётками, которые бывали весьма сложными по форме и изысканными по оформлению. Для инкрустации металлических частей наиболее дорогих кувшинов использовались золото, драгоценные и полудрагоценные камни.
Вскоре изготовление богато декорированных кларетных кувшинов из хрусталя и драгоценных металлов превратилось в Великобритании в значимую отрасль декоративного искусства. Такие изделия считались у британцев украшением стола, они пользовались немалой популярностью в качестве подарков: красивые кларетные кувшины не только дарили по различным поводам друзьям и родственникам, но и вручали в качестве памятных подарков от имени руководства государственных ведомств, коммерческих фирм или учебных заведений за профессиональные достижения или при выходе сотрудника в отставку. Так, например, в 1858 году инженеру-судостроителю Фрэнсису Смиту в ознаменование двадцатилетия спуска на воду парохода «Архимед» — первого судна, оснащённого изобретённым им лопастным винтом, был вручён серебряный кларетный кувшин с выгравированной на нём соответствующей дарственной надписью, для приобретения которого проводился сбор средств среди сотрудников британских судоверфей. А Чарльз Диккенс в 1862 году как-то без всякого повода подарил кларетный кувшин своему близкому другу, журналисту и издателю Уильяму Виллсу. Упоминание об этом подарке сохранилось в их переписке:
В посылке будет кларетный кувшин. Надеюсь, что он сам по себе будет подходящей вещицей для вашего стола, и я знаю, что вы с Миссис Виллс не будете его меньше любить оттого, что получили его от меня...

Оригинальный текст (англ.)The packet will contain a claret jug. I hope it is a pretty thing in itself for your table, and I know that you and Mrs. Wills will like it none the worse because it comes from me...Чарльз Диккенс, письмо Уильяму Виллсу от 2 января 1862 года

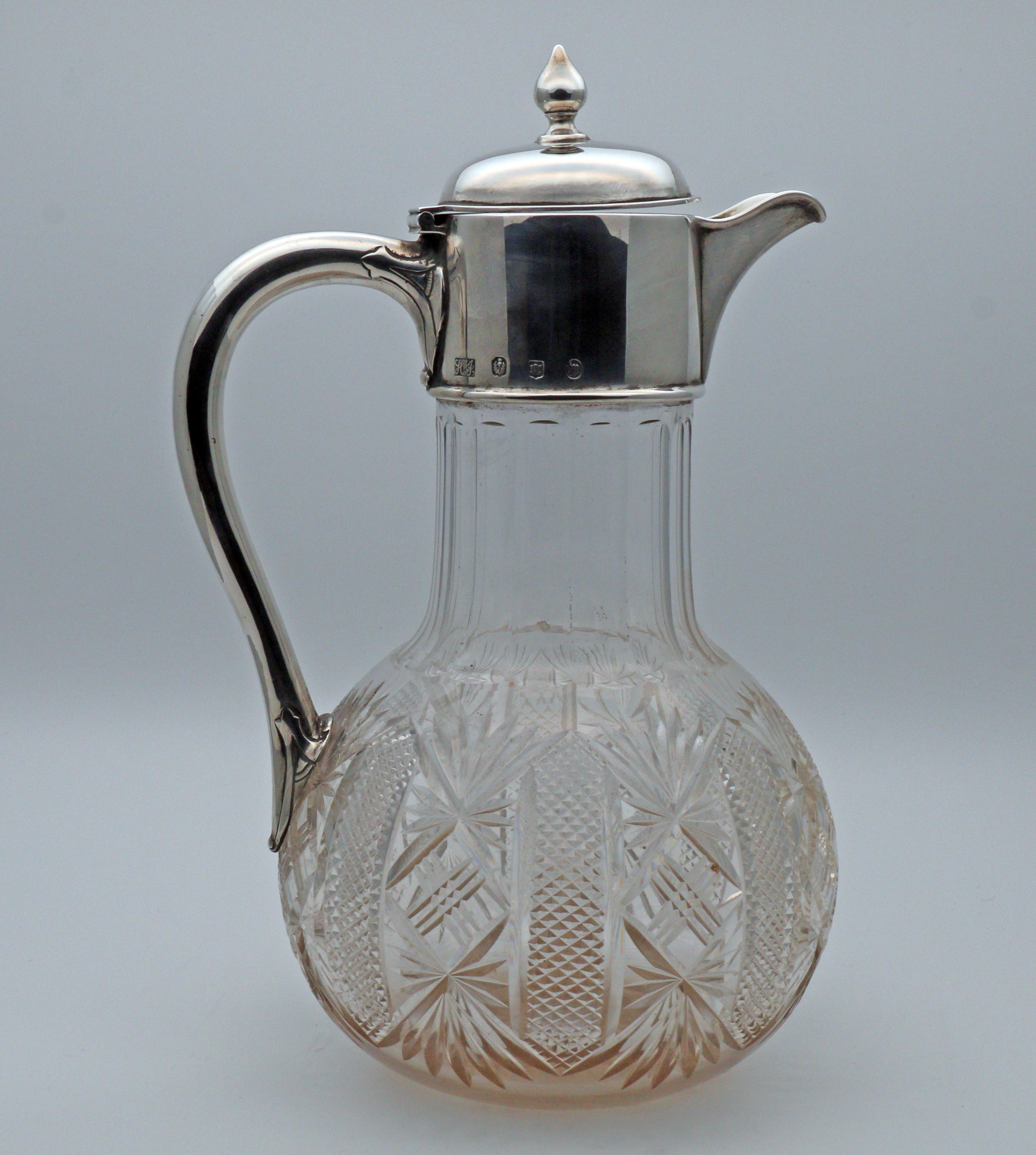
Кларетный кувшин 1902 года шотландской фирмы «Hamilton and Inches», выполненный в классическом стиле

Именно на этом этапе — во второй четверти XIX столетия — мода на использование подобных сосудов стала активно распространяться за пределы их родины — прежде всего, в континентальную Европу и на Американский континент. Как и в Великобритании, в некоторых других европейских странах изготовлением кларетных кувшинов занялись авторитетные ювелирные фирмы. В то время, как среди британских мастеров этого направления особую известность снискали Эпсли Пеллатт и Джон Фигг (англ.  John Figg), во Франции особо котировались Андре Рисле (фр. André Risler) и Жорж Карре (фр. Georges Carré), в Австро-Венгрии — семейства Мозер и Клинкош, а в России — Фаберже и братья Грачёвы. Постепенно стали складываться определённые особенности различных национальных «школ». Так, если французские производители даже в наиболее изысканно и богато оформленных моделях кувшинов обычно придавали самое серьёзное значение обеспечению максимальной функциональности сосуда в качестве винного декантера, то британские, российские и австро-венгерские мастера зачастую во главу угла ставили именно декоративный аспект.
Популяризация кларетных кувшинов на международном уровне совпала по времени с существенной трансформацией самого понятия «кларет», тенденция к которой намечалась ещё в предыдущие десятилетия. Если изначально этот термин подразумевал особую категорию вин, отдельную от более тёмных красных, то примерно во второй трети XIX века он утратил столь чёткий типологический характер и стал распространяться на все сухие красные вина Бордо, а немного позднее — и на сухие красные вина бордоского типа, производящиеся не только в других французских регионах, но и за пределами Франции. Соответственно, такие кувшины использовались уже для подачи вин весьма широкого спектра, что нашло своё отражение и в их названии. Если в Великобритании и в других англоязычных странах этот предмет столовой утвари сохранил своё традиционное наименование, то в континентальной Европе он вошел в обиход в основном как «винный кувшин», «винный графин» (фр. carafe à vin, нем. Weinkaraffe).

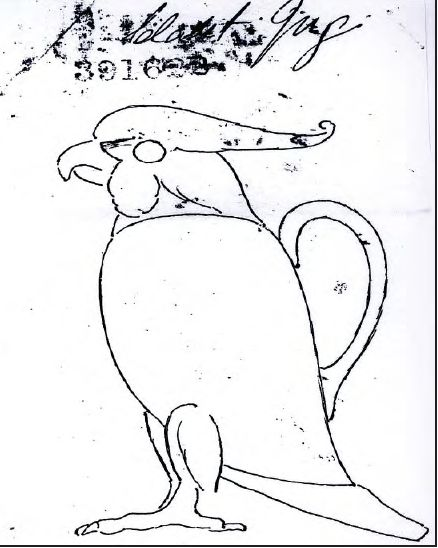
Эскиз кларетного кувшина в форме попугая-какаду, выполненный Кричтон Александр в 1882 году

Вторая и третья трети XIX века были временем беспрецедентного разнообразия данного вида посуды. Если в первые десятилетия этого периода безусловно наиболее популярными оставались хрустально-металлические кларетные кувшины, то позднее возродился спрос и на цельнохрустальные. Цельнометаллические также продолжали изготовляться во многих странах, пусть и в меньшем количестве. При этом их внешний вид стыл значительно более разнообразным, чем у их предшественников в начале века: металлические поверхности тоже стали украшать посредством резьбы и инкрустации.
Несмотря на подобное многообразие, модели кувшинов сохраняли более-менее равномерные габариты по высоте — обычно 20—30 сантиметров. Однако за счёт огромного многообразия форм объёмы кувшинов сильно различались: при почти одинаковой высоте кувшин мог вмещать и одну, и три с половиной пинты. Чаще всего основная часть сосуда книзу от горлышка имела эллипсоидную, шарообразную или грушевидную форму, причем в последнем случае расширяться она могла как в сторону основания, так и в сторону горлышка. Нередкими были и формы конуса, пирамиды или вертикально установленного диска самых разных пропорций. Иногда стенки дисковидного сосуда сводились в середине, что придавало ему форму пончика. Изготовлялись кувшины и с ещё более сложными очертаниями, например, в форме «перевёрнутого цветка чертополоха»: нижняя часть такого сосуда представляла собой усечённый конус, а верхняя, переходящая в горлышко, эллипсоид, растянутый по горизонтали.
Столь большое разнообразие форм и вариантов дизайнерского оформления кларетных кувшинов было в полной мере характерно уже для эпохи позднего классицизма, а распространение в конце XIX века в декоративном искусстве модернистских тенденций открыло изготовителям этих сосудов ещё более широкий простор для творчества. Во многих кувшинах, изготовленных в те годы британскими последователями стиля ар-нуво прослеживаются восточные, часто японские мотивы, эксперименты с сочетанием в одном изделии стекла разных цветов или использованием для ручек кувшинов такого нетрадиционного материала, как древесина — в частности, эбенового дерева. Некоторые из их немецких и австрийских коллег шли по пути максимального усложнения резьбы по хрустальной поверхности сосудов, другие же, напротив, изготовляли кувшины весьма изящных очертаний, но совершенно гладкие. Сосудам часто придавали замысловатые, нетрадиционные формы. Большую известность приобрела серия из двух десятков кларетных кувшинов из хрусталя и серебра, изготовленных в 1880-е годы знаменитым шотландским ювелиром Александром Кричтоном в виде различных животных: тюленя, моржа, выдры, карпа, совы, утки, попугая, пингвина, дронта и т. д. Кувшины этой анималистической серии были различны по использованным материалам и оформлению: часть сосудов была сделана из прозрачного, часть из матового хрусталя, некоторые были покрыты цветной эмалью.

## Выход из широкого употребления

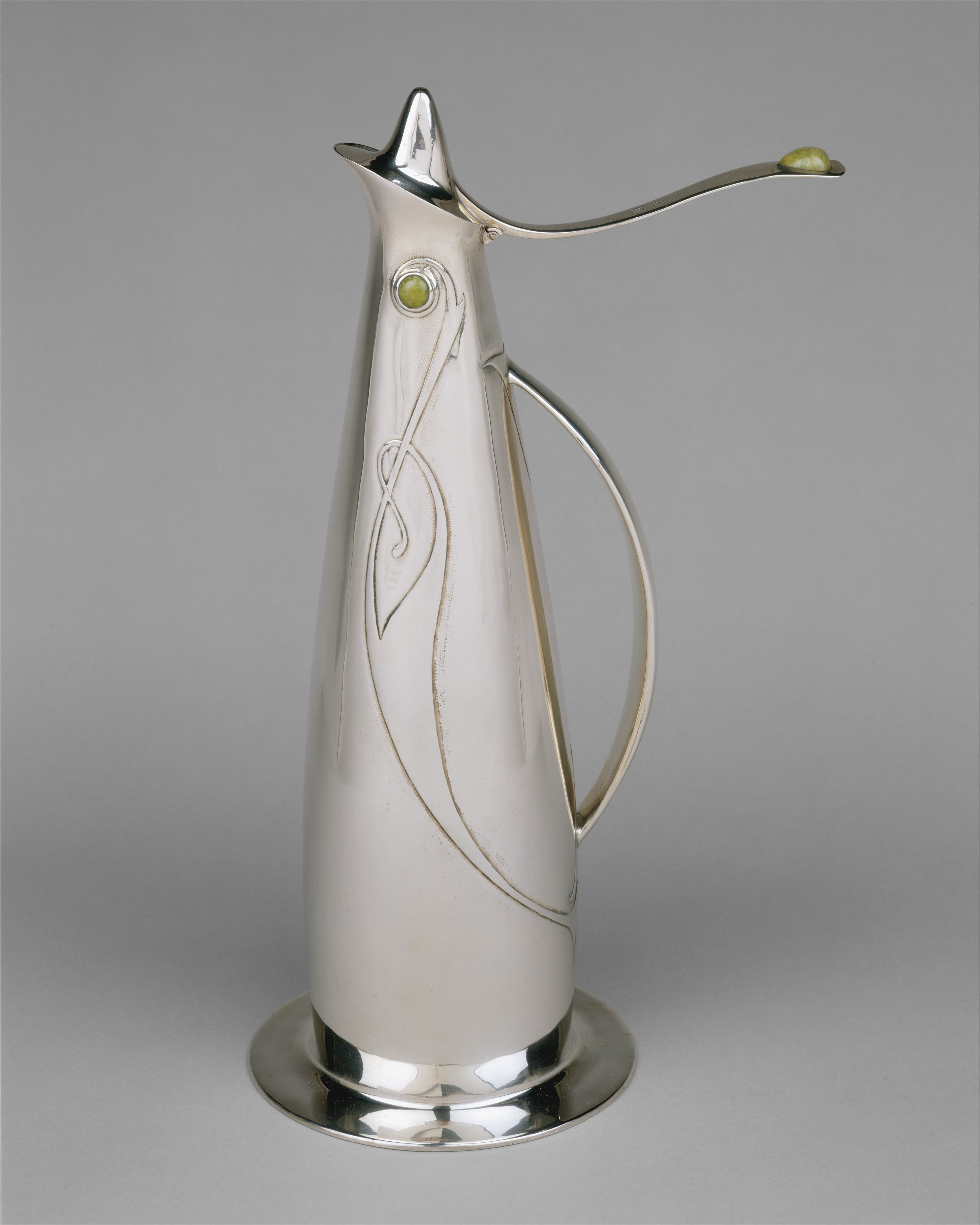
Кларетный кувшин 1901 года, изготовленный из серебра с инкрустацией в стиле ар-нуво по эскизу шотландского дизайнера Нокс, Арчибальд

На рубеже XIX и XX столетий стилистическое разнообразие кларетных кувшинов достигло своего апогея. Одновременно с этим стала очевидна тенденция к постепенной утрате этими артефактами их изначального утилитарного предназначения, превращению их из предмета столовой утвари в предмет декора. Важнейшим фактором, обусловившим медленное, но неуклонное вытеснение кларетных кувшинов из практического обихода, стало улучшение внешнего вида винных бутылок. Важнейшим и, фактически, завершающим элементом этого длительного процесса стало начавшееся в третьей четверти XIX века и быстро набиравшее обороты промышленное производство качественных винных этикеток. В итоге подача вина к столу в бутылках становилась приемлемой во всё более широких социальных слоях, что делало функцию кларетного кувшина избыточной. В первые десятилетия XX столетия использование таких сосудов уже ограничивалось в основном верхушкой общества, но и в этой среде им во всё большей степени придавалось не столько утилитарное, сколько декоративное значение.
В дальнейшем, по мере общей демократизации норм столового этикета, кларетный кувшин стал выходить из употребления и в высшем обществе. Окончательной минимизации практической роли этого сосуда способствовало распространение в ресторанном и домашнем обиходе декантеров современного типа, которые обеспечивают более быструю аэрацию вина и более качественное отделение содержащегося в нём осадка, а также являются менее прихотливыми при мойке и хранении — благодаря гладкой однородной стеклянной поверхности без ручек, крышек и каких-то деталей внешнего декора.

## Кларетный кувшин в культуре

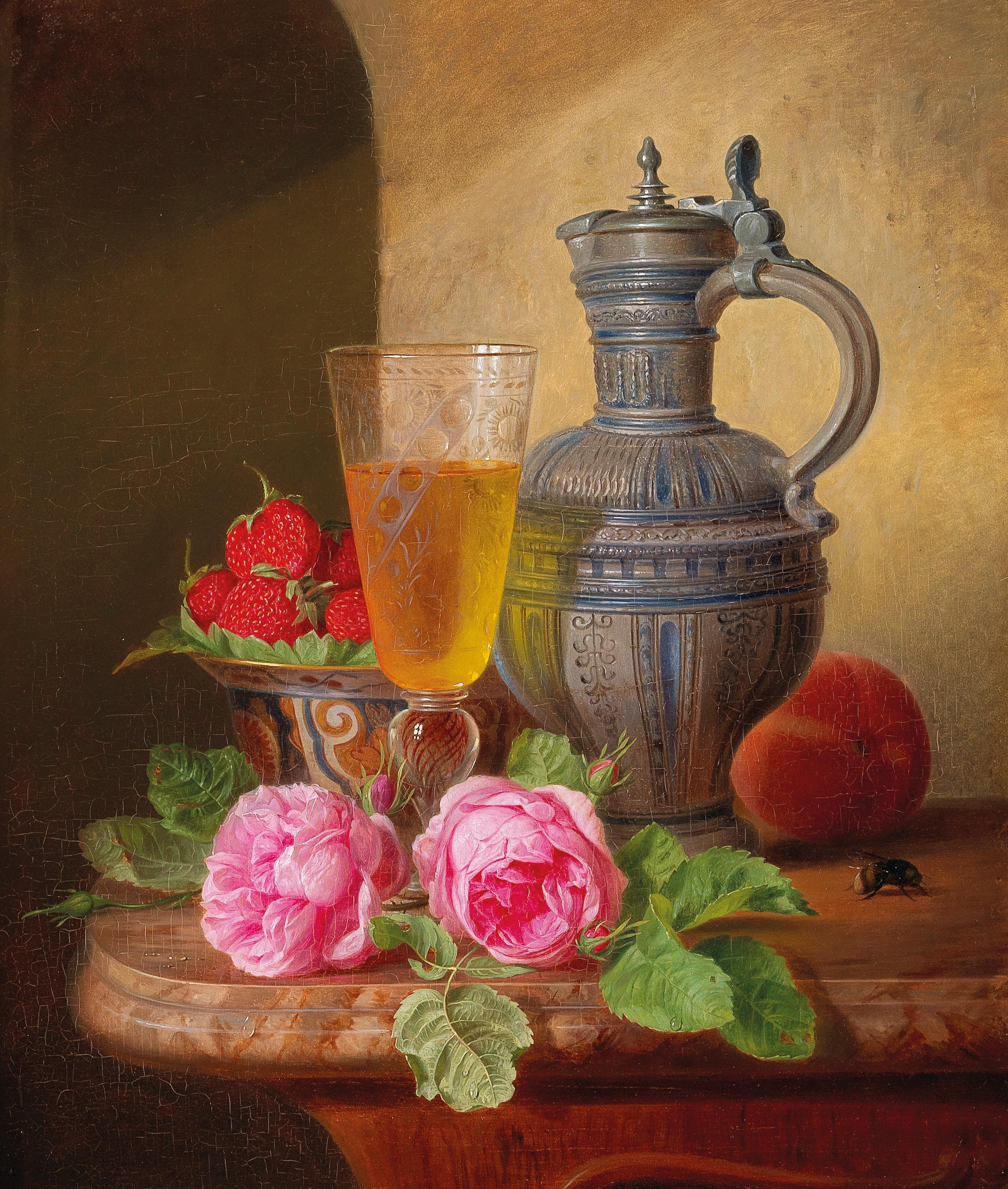
Натюрморт с розами и клубникой австрийского живописца Шустер, Йозеф (художник). 1890-е годы

### В живописи
Кларетные кувшины, на протяжении нескольких столетий служившие неотъемлемыми предметами столовой утвари, оказались запечатлены на полотнах многих живописцев. Они не только являются центральными объектами ряда известных натюрмортов, написанных в различных странах в различные периоды, но и фигурируют в самих названиях некоторых из этих картин. В числе таких живописных произведений, например, «Натюрморт с фруктами, дичью, кларетным кувшином и глиняной кружкой» (англ. Still Life of Fruit and Game with a Claret Jug and Stein) британца Уильяма Даффилда (1855 год) и «Кларетный кувшин и фрукты» (англ. Claret Jug and Fruit) американца Кадурсиса Плантагенета Рима (1900-е годы).
Кларетный кувшин изображён на нескольких натюрмортах крупнейшего индийского художника-модерниста Франсиса Ньютона Соузы, и по крайней мере один из них, написанный в 1961 году, так и называется: «Натюрморт с кларетным кувшином» (англ. Stil Life with a Claret Jug). Изображение этих предметов занимает важное место и в творчестве ряда современных художников, не снискавших пока столь же широкого международного признания — например, южноафриканца Дезила Херринга, британцев Филипа Геррарда и Джессики Браун.

### В литературе
Фигурирует кларетный кувшин и в литературе, прежде всего, в британской. Этот сосуд упоминается на страницах произведений Уильяма Теккерея, Шеридана Ле Фаню, Джона Голсуорси.
Он  чертил  стебельком земляники воображаемые портреты на скатерти, с отчаянием заглядывая  в  свой стакан с водой, будто готов был кинуться в него и  утопиться;  Бейхему  даже пришлось напомнить ему, что графин с кларетом прямо не чает попасть опять  в руки своего верного почитателя Ф. Б.

Оригинальный текст (англ.)He painted imaginary portraits with a strawberry stalk; he looked into his water-glass as though he would plunge and drown there; and Bayham had to remind him that the claret-jug was anxious to have another embrace from its constant friend, F. B.Уильям Теккерей, «Ньюкомы»
В романе Уилки Коллинза «Виновная река» (англ. The Guilty River) одна из глав называется «Кларетный кувшин»: в ней этот предмет столовой утвари оказывается в центре драматических событий, поставивших под угрозу жизнь главных героев.
Затем я увидел миниатюрную фарфоровую вазочку, в которой был насыпан чай, и, наконец, изящный кларетный кувшин — стеклянный с серебряным покрытием. Другие, обладая этим красивым предметом, сочли бы его достойным лишь самого чистого бордоского вина, какое только позволяет нам пить современное искусство фальсификации. Однако этот человек наполнил кларетный кувшин водой...

Оригинальный текст (англ.)I next observed a delicate little china vase which held the tea, and a finely-designed glass claret jug, with a silver cover. Other men, possessing that beautiful object, would have thought it worthy of the purest Bordeaux wine which the arts of modern adulteration permit us to drink. This man had filled the claret jug with water...Уилки Коллинз, «Виновная река»

### В антикварном деле
Кларетные кувшины прошлых эпох в настоящее время являются антикварными артефактами, зачастую весьма ценными. Они продаются ведущими аукционными домами и компаниями, специализирующимися на торговле произведениями декоративного искусств, и являются предметами коллекционирования: известны представительные собрания кларетных кувшинов, находящихся в частном владении и в собственности культурных учреждений.

### Приз в гольфе

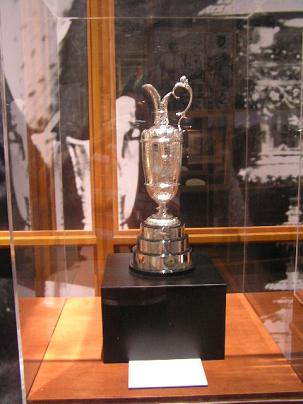
— кубок Открытого чемпионата по гольфу

Широкой известностью в спортивном мире пользуется кларетный кувшин, служащий кубком, вручаемым победителю Открытого чемпионата Великобритании по гольфу — старейшего и одного из наиболее представительных международных соревнований по данному виду спорта. Этот кларетный кувшин изображён на эмблеме чемпионата, и сам турнир нередко неофициально называется «Состязанием за кларетный кувшин» (англ. Claret jug championship).
Кувшин, играющий роль столь престижного спортивного приза, был изготовлен в 1872 году эдинбургской фирмой «Mackay Cunningham & Company» по заказу трёх ведущих британских гольф-клубов того времени: Прествикского, Мурфилдского и Сент-Андрусского, каждый из которых перечислил производителю за работу десять фунтов. Он сделан из стерлингового серебра 925 пробы, имеет высоту 51,5 сантиметров и вес около 2,5 кг. От обычных серебряных кларетных кувшинов он отличается наличием высокой монолитной трёхступенчатой подставки, составляющей около трети от всей конструкции по высоте. На само́м кувшине выгравирована надпись «Приз чемпиона по гольфу» (англ. The Golf Champion Trophy), а подставка предназначена для гравировки имён победителей с указанием года проведения чемпионата. До 1927 года приз вручался победителю чемпионата и хранился у него до следующего состязания, однако в последующем практика награждения была изменена. С 1928 года кувшин постоянно хранится в Сент-Андрусском гольф-клубе и вручается победителю чемпионата лишь на несколько минут в ходе торжественной церемонии. После возвращения кувшина в клуб на его подставке гравируется, как и ранее, имя победителя, а сам он забирает с собой точную копию приза, на которой также выгравировано его имя — только одно, без имён его предшественников.